# Dieter Elmer
Dieter Elmer (ur. 6 stycznia 1960) – szwajcarski lekkoatleta specjalizujący się w biegach średniodystansowych.

## Sukcesy sportowe
Największy sukces na arenie międzynarodowej odniósł w 1979 r. w Bydgoszczy, zdobywając podczas mistrzostw Europy juniorów brązowy medal w biegu na 800 metrów (z czasem 1:48,98, za Klausem-Peterem Nabeinem i Andreasem Hauckiem). Był również dwukrotnym mistrzem Szwajcarii, w latach 1979 (w biegu na 800 m) oraz 1982 (w biegu na 1500 metrów).

## Rekordy życiowe
- bieg na 800 m – 1:47,72 – Zurych 19/08/1981